# Valguarnera Caropepe
Valguarnera Caropepe ist eine Stadt im Freien Gemeindekonsortium Enna in der Region Sizilien in Italien mit 6846 Einwohnern (Stand 31. Dezember 2023).

## Lage und Daten
Valguarnera Caropepe liegt 30 km südöstlich von Enna. Die Einwohner arbeiten hauptsächlich in der Landwirtschaft.
Die Gemeinde liegt im Geopark Rocca di Cerere.
Die Nachbargemeinden sind Assoro, Enna und Piazza Armerina.

## Geschichte
Der Ort wurde 1628 von Francesco Valguarnera aus dem Adelsgeschlecht Valguarnera gegründet. In der zweiten Hälfte des 19. Jahrhunderts verdreifachte sich die Einwohnerzahl von 5.000 auf 15.000, was vor allem mit dem blühenden Schwefelabbau in der Gegend verbunden war.
Ausgrabungen in der Umgebung der Stadt förderten archäologische Fundstücke aus dem 7. Jahrhundert v. Chr. und 14. Jahrhundert n. Chr. zutage.

## Sehenswürdigkeiten
Die Chiesa Madre, gewidmet dem heiligen San Cristoforo, Patron von Valguarnera und der im 18. Jahrhundert erbaute Palazzo del Municipio (Rathaus), in den Umgebungen des ehemaligen Monte Frumentarios liegend, sind die attraktivsten Gebäude.

## Städtepartnerschaften
Seit dem 13. September 2018 besteht eine Partnerschaft mit der deutschen Stadt Kusel in Rheinland-Pfalz.